# چیپمن، نیوبرانزویک
چیپمن (به انگلیسی: Chipman) یک منطقهٔ مسکونی در کانادا است که در نیوبرانزویک واقع شده‌است. چیپمن ۱٬۲۹۱ نفر جمعیت دارد.